# تشاك أماتو
تشاك أماتو (بالإنجليزية: Chuck Amato) هو لاعب كرة قدم أمريكية أمريكي، ولد في 26 يونيو 1946 في إيستون في الولايات المتحدة.